# Isoetes andicola
Isoetes andicola är en kärlväxtart som först beskrevs av Amstutz, och fick sitt nu gällande namn av L.D. Gómez. Isoetes andicola ingår i släktet braxengräs, och familjen Isoetaceae. Inga underarter finns listade i Catalogue of Life.